# Санта-Крус, Альваро Антонио де Басан
Альваро Антонио де Басан Бенавидес-и-Айяла (исп. Alvaro Antonio de Bazán Benavides y Ayala; 11 октября 1673, Палермо — 24 сентября 1737, Мадрид), 7-й маркиз де Санта-Крус — испанский придворный, старший майордом королевы.

## Биография
Сын Франсиско Диего де Басана-и-Бенавидеса, 5-го маркиза де Санта-Крус, и Франсиски де Веласко-и-Айялы.
Семейные владения и титулы унаследовал после смерти бездетного старшего брата Хосе, 6-го маркиза де Санта-Крус. Был грандом Испании 1-го класса и дворянином Палаты короля.
С 24 августа 1714 был главным майордомом принцессы Астурийской, которой он служил до провозглашения королем Луиса I, после чего продолжал исполнять обязанности главного дворецкого королевы Луизы Елизаветы Орлеанской, до смерти государя в том же году. Продолжил службу в должности главного майордома у королевы Елизаветы Фарнезе.
Был командором ордена Сантьяго. 10 января 1724 был пожалован Филиппом V в рыцари ордена Золотого руна. Для того, чтобы иметь возможность одновременно носить инсигнии Золотого руна и Сантьяго, что запрещалось установлениями и ордена Золотого руна, и испанских военных орденов, а также пользоваться доходами энкомьенды, маркиз получил бреве Бенедикта XIII, данное в Риме 23 июня 1724.
22 марта 1736 в Версале был пожалован Людовиком XV в рыцари орденов короля.

## Семья
Жена (1.04.1696): Мария Мануэла де Вильела Алава-и-де ла Вега, 3-я графиня де Ленсес, дочь и наследница Антонио де Вильелы-и-Алавы, 2-го графа де Ленсеса, 5-го графа де Тривьяна, и Тересы де Вега. Брак был признан недействительным и от него не было потомства. Вторым браком вышла за Хосе Антонио де Норонью, 4-го герцога де Линареса